# Kamienica przy ulicy Mielęckiego 4 w Katowicach
Kamienica przy ulicy Andrzeja Mielęckiego 4 w Katowicach – zabytkowa kamienica mieszkalno-handlowa, położona przy ulicy A. Mielęckiego 4 w Katowicach, w dzielnicy Śródmieście. Powstała w 1899 roku, a zaprojektował ją Anton Zimmermann w stylu historyzmu.

## Historia
Kamienica została wybudowana w 1899 roku według projektu Antona Zimmermanna. Nie ustalono pierwszych właścicieli kamienicy.
W 1935 roku właścicielem kamienicy pod numerem 4 była Paulina Scholz. W tym czasie prócz lokali mieszkalnych działały m.in. następujące placówki handlowo-usługowe: gabinet dentystyczny Jana Hadały, skład mebli Ernesta Pragera, skład czekolady Zofii Kłytty i salon fryzjerski Szymona Kaufmana. W latach międzywojennych działała tutaj także Katowicka wytwórnia szczotek i pędzli L. Kriegera.
W 2017 roku Śląski Wojewódzki Konserwator Zabytków udzielił dotacji wspólnocie mieszkaniowej kamienicy przy ulicy A. Mielęckiego 4 na wymianę stolarki okiennej na klatce schodowej i w przyziemiu kamienicy – łącznie na 5 okien. Na początku 2020 roku, z uwagi na prace przy budowie sąsiadującej z kamienicą nowego budynku, zaczęły pękać ściany w przybudówce zabytkowej kamienicy od strony podwórka. Powiatowy inspektor nadzoru budowlanego wydał decyzję o wyłączeniu tej części nieruchomości z użytkowania i nakazał wspólnocie mieszkaniowej wykonanie ekspertyzy stanu technicznego budynku. Z kamienicy trzeba było wyprowadzić część lokatorów.
W sierpniu 2022 roku w systemie REGON było aktywnych 7 podmiotów gospodarczych z siedzibą przy ulicy A. Mielęckiego 4, w tym m.in. spółdzielnia socjalna, gabinet lekarski i zakład zegarmistrzowski.

## Charakterystyka
Zabytkowa kamienica mieszkalno-handlowa położona jest przy ulicy A. Mielęckiego 4 w katowickiej dzielnicy Śródmieście. Budynek ten usytuowany jest w pierzei ulicy, po wschodniej stronie. 
Kamienica została wzniesiona w stylu historyzmu (bądź w stylu eklektycznym z elementami neobaroku), na planie litery „L”, kryta dwuspadowym dachem ze stromą frontową połacią dachową oraz lukarnami. Powierzchnia zabudowy kamienicy wraz z oficyną wynosi 350 m². Ma ona pięć kondygnacji nadziemnych i podpiwniczenie.
Bryła budynku jest zwarta, z nieznacznym ryzalitem zakończonym szczytem z monogramem „AS”, znajdującym się w pierwszej osi fasady. Ta oś też jest najbogatsza w dekorację. Pomiędzy każdą parą okien na drugiej i trzeciej kondygnacji umieszczono hermy z wyobrażeniem postaci kobiecych, natomiast pomiędzy oknami ostatniej kondygnacji – pilaster hermowy.
Parter fasady przez lata został przebudowany, jest tynkowany, brama wjazdowa zaś mieści się w trzeciej osi. W bramie ściany są obłożone płytkami ceramicznymi. 
Na wyższych kondygnacjach fasada jest ośmioosiowa, niesymetryczna, licowana cegłą, a detale architektoniczne są tynkowane. Okna kamienicy są prostokątne i ujęte w opaski tynkowe, natomiast pod oknami drugiej kondygnacji znajdują się płyciny wypełnione dekoracją w kształcie balustrady tralkowej. Nad tymi oknami są umieszczone naczółki w kształcie łuku obniżonego. Okna trzeciej kondygnacji zwieńczone są płycinami wypełnionymi sztukaterią, łukiem pozornym w cegle i odcinkami łukowo wygiętego gzymsu. Balkony znajdują się na osi trzeciej i czwartej fasady, na drugiej i trzeciej kondygnacji i mają ozdobne kute balustrady. 
We wnętrzu zachowały się oryginalne skrzydła bramy oraz schody dwubiegowe z drewnianą tralkową balustradą.
Kamienica jest wpisana do rejestru zabytków pod numerem A/1701/98 – ochroną objęta jest kamienica wraz z oficynami. Budynek wpisany jest także do gminnej ewidencji zabytków miasta Katowice.